# Digitaria diagonalis
Digitaria diagonalis är en gräsart som först beskrevs av Christian Gottfried Daniel Nees von Esenbeck, och fick sitt nu gällande namn av Otto Stapf. Digitaria diagonalis ingår i släktet fingerhirser, och familjen gräs. Inga underarter finns listade i Catalogue of Life.